# زيبل

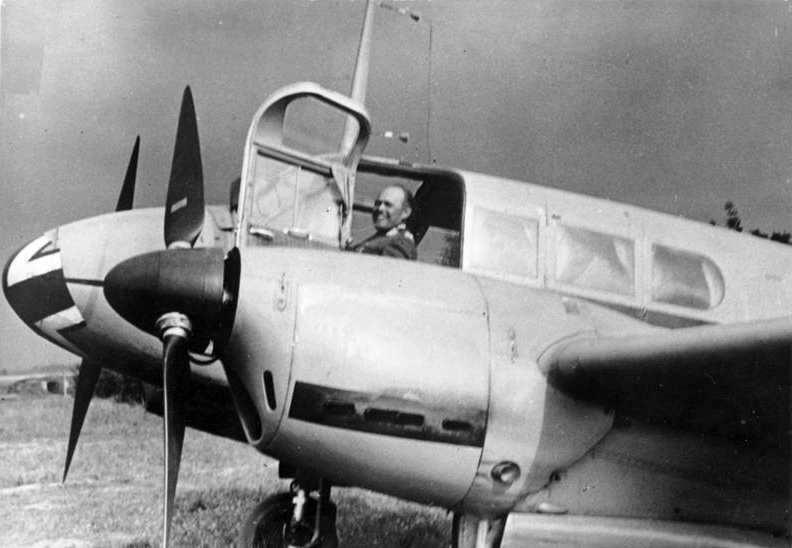
ألبرت كيسلينج في فيلمه Siebel Fh 104

زيبل (بالألمانية: Siebel) شركة تصنيع طائرات ألمانية تأسست في عام 1937 في هاله (سكسونيا-أنهالت).

## خلفية تاريخية
انبثقت شركة زيبل عن مصانع كِلِيم لبناء الطائرات في هاله Klemm-Flugzeugwerke Halle والذي تأسس في عام 1934 كفرع من مصنع كليم للطائرات الخفيفة في بوبلينغين. تغير اسمها لاحقاً إلى مصانع زيبل للطائرات Siebel Flugzeugwerke عندما استحوذ عليها فريدريش زيبل في ديسمبر 1937.
بداية قام مصنع زيبل بشكل أساسي ببناء طائرات ركاب وطائرات تجارية من تصميمه الخاص، بالإضافة إلى طائرات الاستطلاع قريبة المدى هاينكل هي 46 (Heinkel He 46) المرخصة، وطائرة التدريب فوكه وولف 44 "شتيغليتز" ("Focke-Wulf Fw 44 "Stieglitz) ، بالإضافة إلى طائرة دورنير دو 17 إم/بي (Dornier Do 17 M/P) من صنف القاذفات/والاستطلاع/ وأيضًا الطائرات يونكرز جو 88 (Junkers Ju 88). أشهر الأنواع الخاصة من تصميم المصنع كانت طائرة إف إتش/إس إي 204 (Fh / Si 204) وطائرة إس إي 202 (Si 202) ، وتسمى أيضًا  النحلة الطنانة "Hummel". منذ عام 1944، عمل قسم الاختبار بالمصنع على طائرة DFS 346 الأسرع من الصوت مع انكسار أجنحتها للخلف بمقدار 45 درجة ودفع صاروخي .
في تلك الفترة، تم استخدام أسرى حرب من بولندا وجمهورية التشيك والاتحاد السوفيتي وفرنسا وهولندا ودول أخرى، كانوا معتقلين في هاله في معسكر الاعتقال بيرخان الفرعي، وهو معسكر فرعي لمعسكر اعتقال بوخنفالد، للعمل القسري في أعمال زيبل. في 7 يوليو و 16 أغسطس 1944 و 30 مارس 1945، نفذت القوات الجوية الجيش الأمريكي غارات جوية على المصنع.
بعد أن ضُمَّت هاله المسماة زاله أيضاً إلى منطقة الاحتلال السوفيتي بعد أن احتلها الأمريكيون في البداية في يوليو 1945، تم استئناف العمل في المصنع لمزيد من التطوير لطائرة دي إف إس 346 DSF 346.
في أكتوبر 1946، تم تفكيك المصنع ونُقل بعض الموظفين (حوالي 25) مع عائلاتهم، إلى دوبنا (بودبيريسي)، على بعد حوالي 120 كيلومترًا شمال موسكو، كجزء من العملية السرية المسماة بـ عملية أسوأفياخيم (بالروسية: Операция Осоавиахим (Operazija Ossoawiachim))، ومن ثم تم تشغيلهم في ما يسمى بمكتب التصميم الهندسي OKB 2، تحت إشراف المهندس هاينتز (هاينريش) روسسينغ Heinz (Heinrich) Rössing، وفي خريف عام 1950، سُمح لأول دفعة منهم بالعودة إلى ألمانيا.
بعد الحرب العالمية الثانية أحيا فريدريش زيبل في عام 1948 مع شريكه التجاري السابق برنارد وينهارت الشركة مرة أخرى بإسم مصانع زيبل للطائرات كشركة لوسائل النقل العامة (أ.تي.جي)، وأطلقت عليها اختصاراً التسمية (سيات)، «Siebel Flugzeugwerke ATG (SIAT)»، ومقرها في ميونيخ، ألمانيا الغربية. في عام 1956، تم نقل مقره الشركة إلى دوناوفورت، وتحولت في عام 1958 إلى مصانع زيبل (دبليو.إم.دي - سيات) Siebelwerke ATG (WMD/SIAT) / SIAT)، بالتعاون مع شركة تصنيع المكنات وعربات القطارات دوناوفورث «Waggoon- und Maschinenbau Donauwör (WMD). في عام 1968 تم دمج الشركة في شركة مسرشميت بولكو بلوم لصناعة الطائرات Messerschmitt-Bölkow-Blohm (MBB) بعد أن أصبحت MBB المساهم الرئيسي فيها. 

## منتجات الشركة

### منتجات زيبل
- طائرة زيبل إف إتش 104 Hallore، وهي طائرة نقل متوسط
- طائرة زيبل Si 201، طائرة استطلاع (نموذج تجريبي)
- طائرة زيبل Si 202 - "النحلة الطنانة" وهي طائرة رياضية وتدريبية، 1938
- طائرة زيبل Si 204، وهي للنقل ولتدريب طواقم الطائرة.
- طائرة DFS 346، وهي طائرات للأغراض البحثية.
- عبَّارة زيبل، وهي طائرة إنزال

### منتجات سيات
- سيات 222
- سيات 223 فلامينغو